# Grantley Harbor

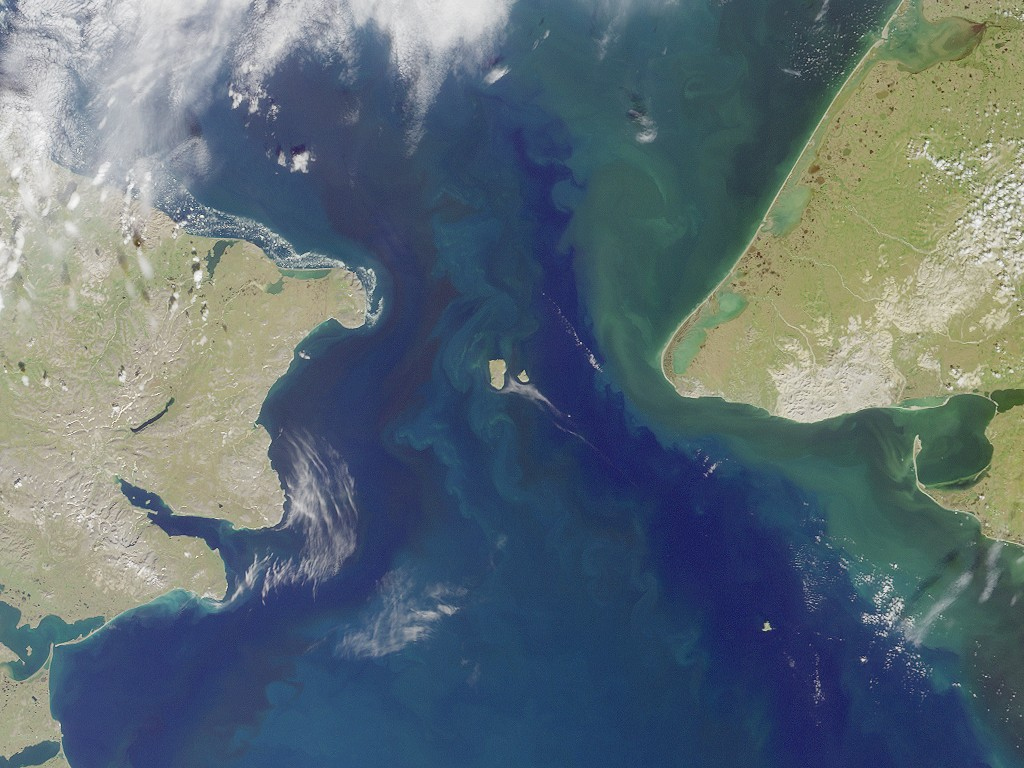
Détroit de Béring : au sud-est, la baie de Port-Clarence forme une anse. Grantley Harbor s'étend à l'est, à l'intérieur des terres.

Grantley Harbor est une voie navigable de la baie de Port Clarence, dans la péninsule de Seward, en Alaska. Elle est large de 3 à 5 km pour environ 13,5 km de long. Son extrémité Est est connectée par un petit cours d'eau à un grand lac à l'intérieur des terres. La ville de Teller est située sur un cordon littoral entre Port Clarence et Grantley Harbor.